# Aarre Simonen

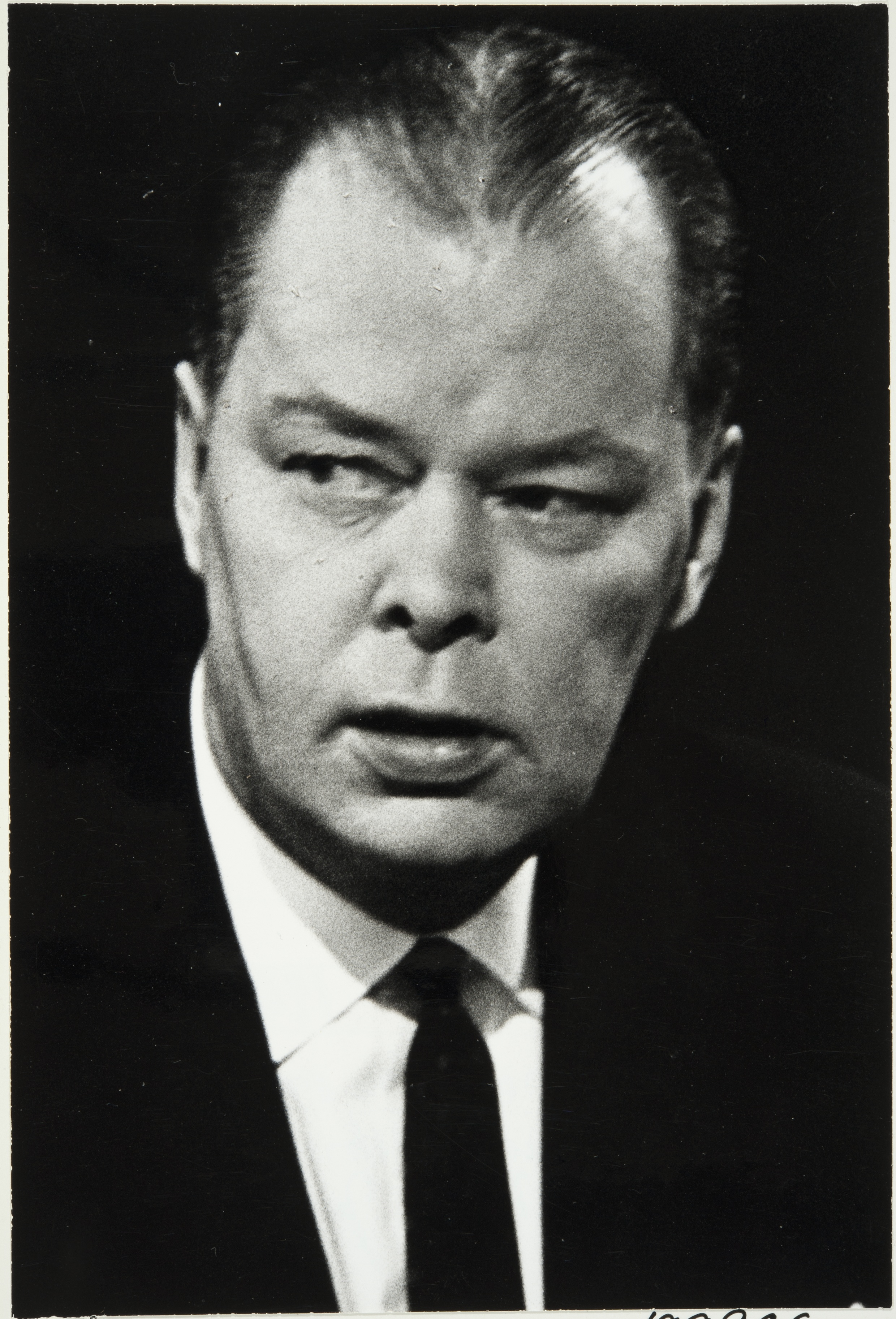
Aarre Simonen (um 1960)

Aarre Edvard Simonen (* 18. November 1913 in Helsingfors; † 3. Februar 1977 in Helsinki) war ein finnischer Politiker der Sozialdemokratischen Partei Finnlands SDP (Suomen Sosialidemokraattinen Puolue) sowie später des Sozialdemokratischen Bundes der Arbeiter- und Kleinbauernschaft TPSL (Työväen ja Pienviljeliäin Sosialidemokraattinen Liitto), der unter anderem mehrmals Minister verschiedener Ressorts sowie zwischen 1964 und 1970 Vorsitzender des TPSL war.

## Leben

### Abgeordneter und Minister

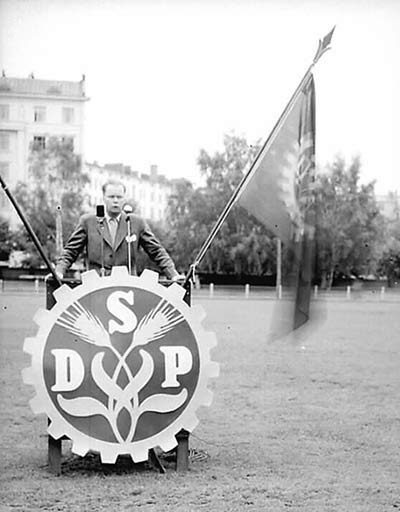
Aarre Simonen bei einer Kundgebung der SDP (1951)

Aarre Edvard Simonen, Sohn von Edvard Simonen und Ida Alina Haapala Hagstedt, besuchte das Helsingin normaalilyseo, ein Gymnasium in Helsinki, und absolvierte danach ein Studium der Rechtswissenschaften. Des Weiteren war er 1932 Absolvent der Reserveoffiziersschule (Reserviupseerikoulu) und erhielt zuletzt den Dienstgrad eines Hauptmanns der Reserve. 1936 erhielt er seine Zulassung als Rechtsanwalt und legte 1943 die Assessorprüfung (Varatuomari). Er war ursprünglich Mitglied der Sozialdemokratischen Partei Finnlands SDP (Suomen Sosialidemokraattinen Puolue) und fungierte im Kabinett Fagerholm I zwischen dem 29. Juli 1948 und dem 17. März 1950 als Innenminister (Sisäasiainministeri). Zugleich war er vom 24. März 1949 bis zum 17. März 1950 auch Minister im Ministerium für Verkehr und öffentliche Arbeiten (Ministeri kulkulaitosministeriössä). Bei der Wahl am 2. und 3. Juli 1951 wurde er für die SDP erstmals zum Mitglied des Reichstages (Eduskunta) gewählt und gehörte diesem bis zum 19. Februar 1962 an.
Im Kabinett Kekkonen V war Simonen vom 20. Oktober 1954 bis zum 3. März 1956 Minister für Handel und Industrie (Kauppa-ja teollisuusministeri). Des Weiteren war er zwischen dem 20. Oktober 1954 und seiner Ablösung durch Weio Henriksson am 6. November 1954 auch kurzzeitig Justizminister (Oikeusministeri). Im darauf folgenden Kabinett Fagerholm II übernahm er am 3. März 1956 das Amt als Finanzminister (Valtiovarainministeri) und übte dieses bis zum 27. Mai 1957 aus. Im Kabinett Sukselainen I war er vom 2. September 1957 bis zum 31. Oktober 1957 sowohl Stellvertretender Ministerpräsident (Kansliaministeri) als auch Minister ohne Geschäftsbereich.

### „Kätilöopisto“-Affäre und Vorsitzender des TPSL

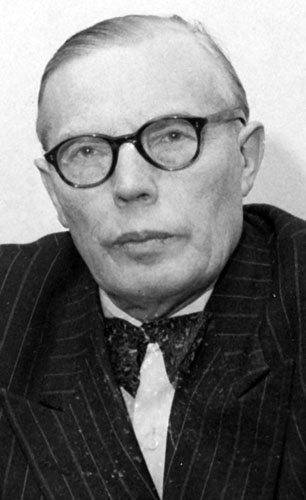
Aarre Simonen löste 1964 Emil Skog als Vorsitzender des TPSL ab.

Einige Zeit danach trat Aarre Simonen aus der SDP aus und wurde am 26. März 1958 Vorsitzender einer aus dieser Abspaltung entstandenen Fraktion. Aus dieser ging 1959 der Sozialdemokratische Bund der Arbeiter- und Kleinbauernschaft TPSL (Työväen ja Pienviljeliäin Sosialidemokraattinen Liitto) hervor, deren Fraktionsvorsitzender er bis zu seiner Ablösung durch Martta Salmela-Järvinen am 19. Februar 1962 blieb.
Im Zuge der sogenannten „Kätilöopisto“-Affäre wurde gegen ihn sowie die beiden ehemaligen Minister Urho Kiukas und Vilho Väyrynen ein parlamentarischer Untersuchungsausschuss eingesetzt. Den drei Kabinettsmitgliedern wurde vorgeworfen, dass beim Bau des Geburtsklinikums Kätilöopisto im Helsinkier Stadtteil Ullanlinna im Dezember 1956 das bankrotte Bauunternehmen Teoranta beauftragt wurde und mit Steuergeldern für nicht erbrachte Bauleistungen bezahlt worden war, wodurch es zu erheblichen Verzögerungen beim Bau des Krankenhauses kam. Nach Beratungen im Ausschuss für Verfassungsrecht (Perustuslakivaliokunta) wurde in einer Abstimmung im Reichstag am 8. November 1960 mit großer Mehrheit beschlossen, dass gegen die drei früheren Minister ein Gerichtsverfahren eingeleitet werden soll. Am 5. April 1961 begannen die Verhandlungen vor dem Obersten Verwaltungsgericht (Korkein hallinto-oikeus) unter dem Vorsitz von Reino Iisakki Kuuskoski. Am 14. Dezember 1961 wurden Simonen und Väyrynen zu erheblichen Geldstrafen verurteilt, während Kiukas freigesprochen wurde.
Im Herbst 1963 kam es innerhalb der TPSL zu parteiinternen Konflikten. Der Parteivorsitzende Emil Skog bemühte sich wiederholt um eine Aussöhnung mit den Mehrheitssozialdemokraten der SDP. Ein Durchbruch konnte aber erst erzielt werden, nachdem Väinö Tanner 1963 von Rafael Paasio als Vorsitzender der Sozialdemokratischen Partei abgelöst worden war. Paasio war ein prominenter Vertreter der sogenannten „Dritten Linie der Sozialdemokraten“, die sich schon seit Jahren um eine Vermittlung der gegensätzlichen Standpunkte bemüht hatte. Die entscheidenden Gespräche wurden Ende Oktober 1963 aufgenommen und führten im Februar 1964 zu einem Vertrag, den Skog und Paasio unterzeichneten. Der Vertrag sah die Vereinigung der beiden sozialdemokratischen Parteien und die Auflösung des TPSL vor. Gegen diese Regelung rührte sich jedoch Widerstand im linken Flügel des TPSL. Auf dem Parteitag im Frühjahr 1964 verlor Skog den Vorsitz der Partei an Aarre Simonen, der seinerseits den Vollzug des Aussöhnungvertrages aufschob. In der Folge entschieden sich die in der Minderheit verbliebenen Vertreter um Skog für eine Rückkehr in die SDP.

### Rückkehr in die Regierung
Am 27. Mai 1966 übernahm Aarre Simonen im Kabinett Paasio I das Amt als Justizminister und hatte dieses bis zum 22. März 1968 inne. Das Amt des Justizministers bekleidete er schließlich zwischen dem 22. März 1968 und dem 14. Mai 1970 auch im Kabinett Koivisto I. Nach seinem Ausscheiden aus der Regierung wurde er Mitglied des Vorstandes der Zentralbank (Suomen Pankki) und gehörte diesem bis 1976 an.
Zugleich wurde Uuno Nokelainen 1970 sein Nachfolger als Vorsitzender des Sozialdemokratischen Bundes der Arbeiter- und Kleinbauernschaft. Nach der Auflösung des TPSL, der zuletzt seit 1972 den Namen Sozialistischer Bund der Arbeiter- und Kleinbauernschaft TPSL (Työväen ja Pienviljelijäin Sosialistinen Liitto) trug, trat er 1973 der Sozialistischen Arbeiterpartei STP (Sosialistinen Työväenpuolue) bei und gehörte dieser bis zu seinem Tode an. Aus seiner 1945 geschlossenen Ehe mit Leeni Lahja Nikkinen gingen die Kinder Iiro, Kati und Mari Simonen hervor.